# Caravançarai de Orbeliano
O caravançarai de Orbeliano (em armênio: Օրբելյանների իջևանատուն, Orbelyanneri K’arvansara), também conhecido como caravançarai de Selim (Սելիմի իջևանատուն, Selimi K’arvansara) e caravançarai de Sulema (Սուլեմայի իջևանատուն, Sulemayi K’arvansara), é um caravançarai da província de Vaiose Zor, na Armênia, situado no passo de Sulema, na rodovia de Eleguenazor-Marturi. Historicamente, fez parte do distrito (gavar) de Vaiose Zor da província de Siúnia. O caravançarai foi completamente reformado em 1957-58.
Foi construído com os fundos do príncipe César Orbeliano em 1332. Foi feito com grandes pedras de basalto talhadas. É um salão de três naves com 7 pares de pilares, divididos em naves do meio e laterais. Manjedouras para 64 cavalos são construídas entre os pilares. O salão repousa sobre 16 colunas quadradas conectadas por arcos. No interior, uma piscina de pedra de peça única foi preservada. No final, há dois pequenos quartos para hóspedes. O edifício é iluminado por lanternas. No interior, há uma inscrição armênia na porta. O telhado de todo o complexo é coberto com grandes pedras talhadas encaixadas.